# Ева Дірберг
Ева Дірберг (дан. Eva Dyrberg; нар. 17 лютого 1980) — колишня данська тенісистка.
Найвищу одиночну позицію світового рейтингу — 77 місце досягла 20 травня 2002, парну — 90 місце — 9 жовтня 2000 року.
Здобула 4 одиночні та 5 парних титулів туру ITF.
Найвищим досягненням на турнірах Великого шолома було 2 коло в парному розряді.
Завершила кар'єру 2009 року.

## Загальна статистика

### Фінали Туру WTA в парному розряді (1; 1–0)
| Легенда               |
| --------------------- |
| Великий шлем (0/0)    |
| WTA Tour Турнір (0/0) |
| Tier I (0/0)          |
| Tier II (0/0)         |
| Tier III (0/0)        |
| Tier IV (0/1)         |

| Результат | Ранг | Дата          | Турнір                | Покриття | Партнерка      | Суперниці                      | Рахунок       |
| --------- | ---- | ------------- | --------------------- | -------- | -------------- | ------------------------------ | ------------- |
| Поразка   | 1.   | 23 липня 2000 | Кнокке-Гейст, Бельгія | Ґрунт    | Кетрін Берклей | Джулія Казоні Ірода Туляганова | 6–2, 4–6, 4–6 |

## ITF Фінали

### Одиночний розряд: 7 (4–3)
| Легенда          |
| ---------------- |
| турніри $100,000 |
| турніри $75,000  |
| турніри $50,000  |
| турніри $25,000  |
| турніри $10,000  |

| Результат | Ранг | Дата             | Турнір                           | Покриття   | Суперниця         | Результат          |
| --------- | ---- | ---------------- | -------------------------------- | ---------- | ----------------- | ------------------ |
| Перемога  | 1.   | 2 листопада 1998 | Герсгольм (муніципалітет), Данія | Тверде (i) | Марет Ані         | 6–3, 6–4           |
| Перемога  | 2.   | 15 березня 1999  | Ашкелон, İsrael                  | Тверде     | Тетяна Перебийніс | 6–4, 6–4           |
| Перемога  | 3.   | 13 березня 2000  | Лісабон, Португалія              | Ґрунт      | Марина Самойленко | 6–3, 6–0           |
| Перемога  | 4.   | 5 лютого 2001    | Редбрідж (боро), Велика Британія | Тверде (i) | Клодін Шоль       | 6–2, 6–2           |
| Поразка   | 1.   | 2 квітня 2001    | Сьюдад-Хуарес, Мексика           | Ґрунт      | Наталі В'єрін     | 3–6, 6–2, 3–6      |
| Поразка   | 2.   | 9 жовтня 2001    | Кардіфф, Велика Британія         | Килим (i)  | Жулі Пуллен       | 1–6, 7–6(7–1), 2–6 |
| Поразка   | 3.   | 15 жовтня 2001   | Саутгемптон, Велика Британія     | Тверде (i) | Ірина Селютіна    | 6–2, 4–6, 6–3      |

### Парний розряд: 8 (5–3)
| Результат | Ранг | Дата              | Турнір                   | Покриття   | Партнерка          | Суперниці                                            | Результат          |
| --------- | ---- | ----------------- | ------------------------ | ---------- | ------------------ | ---------------------------------------------------- | ------------------ |
| Поразка   | 1.   | 20 жовтня 1997    | Жуе-ле-Тур, Франція      | Тверде (i) | Майкен Папе        | Мілена Неквапілова Гана Шромова                      | 7–5, 3–6, 4–6      |
| Перемога  | 1.   | 28 вересня 1998   | Глазго, Велика Британія  | Килим (i)  | Лідія Штайнбах     | Гелен Крук Вікторія Девіс                            | 6–4, 5–7, 6–3      |
| Перемога  | 2.   | 5 липня 1999      | Чивітанова-Марке, Італія | Ґрунт      | Даніела Гантухова  | Роса Марія Андрес Родрігес Кончіта Мартінес Гранадос | 7–6(7–3), 4–6, 6–4 |
| Перемога  | 3.   | 29 листопада 1999 | Cergy Pontoise, Франція  | Тверде (i) | Ясмін Вер          | Анка Барна Адріана Барна                             | 2–6, 6–2, 6–4      |
| Поразка   | 2.   | 6 березня 2000    | Ортізеї, Італія          | Тверде (i) | Анжеліка Бахманн   | Джулія Казоні Антонелла Серра-Дзанетті               | 3–6, 6–4, 6–2      |
| Поразка   | 3.   | 2 жовтня 2000     | Батумі                   | Килим (i)  | Маріана Діас-Оліва | Тетяна Перебийніс Тетяна Пучек                       | 4–1, 2–4, 1–4, 2–4 |
| Перемога  | 4.   | 5 березня 2001    | Ортізеї, Італія          | Тверде (i) | Анжеліка Бахманн   | Катерина Кожокіна Келлі Лігган                       | 3–6, 6–4, 6–2      |
| Перемога  | 5.   | 23 липня 2001     | Еттенгайм                | Ґрунт      | Мая Матевжич       | Каталін Мароші Ірина Селютіна                        | W/O                |

## Grand Slam girls' doubles finals: 2 (2–0)
| Результат | Рік  | Турнір                           | Покриття | Партнерка            | Суперниці                     | Результат |
| --------- | ---- | -------------------------------- | -------- | -------------------- | ----------------------------- | --------- |
| Перемога  | 1998 | Вімблдонський турнір             | Трава    | Єлена Костанич-Тошич | Петра Рампре Ірода Туляганова | 6–2, 7–6  |
| Перемога  | 1998 | Відкритий чемпіонат США з тенісу | Тверде   | Кім Клейстерс        | Єлена Докич Еві Домінікович   | 7–6, 6–4  |